# Viviano Codazzi

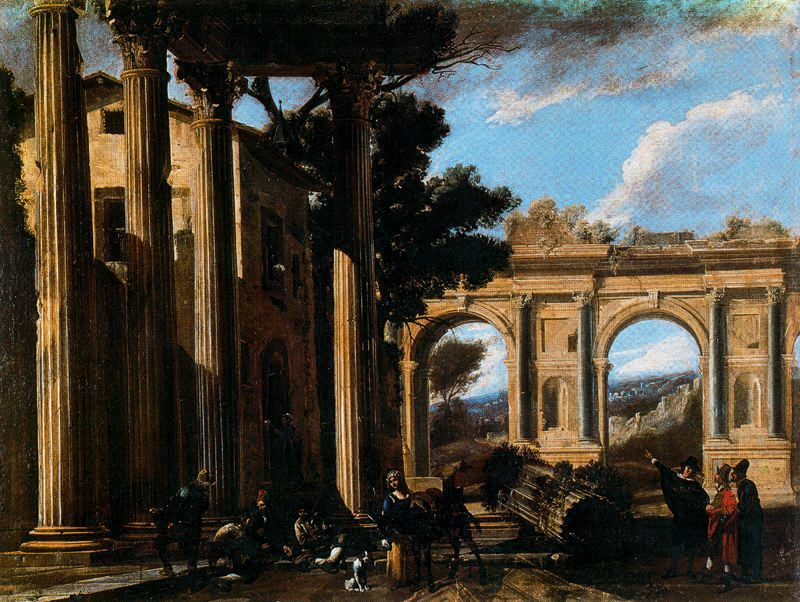
Capricho arquitectónico, Florencia, Galería Uffizi.

Viviano Codazzi (c. 1604 - 1670) fue un pintor barroco Italiano especializado en paisajes y perspectivas arquitectónicas, activo principalmente en Roma y Nápoles.

## Biografía
Nacido en Bérgamo, también es conocido como Viviano Codagora o il Codagora. Hacia 1620 abandonó su ciudad natal y en 1634 se le documenta en Nápoles, donde estudió con Cosimo Fanzago. En Nápoles trabajó con Domenico Gargiulo en la pintura de paisajes fantásticos, especializándose Codazzi en las perspectivas arquitectónicas y paisajes con ruinas, y Gargiulo en las figuras. Tras la revuelta de Masaniello se trasladó a Roma, donde mantuvo este tipo de colaboración con Antoine Gobau, Michelangelo Cerquozzi, Jan Miel, Filippo Lauri y Vicente Giner.
Su estilo se vio muy influenciado por el numeroso círculo de pintores holandeses activos en Roma, conocido como los bamboccianti, a cuya cabeza se encontraba Pieter van Laer. Su hijo, Niccolò Codazzi (1642-1693), fue también pintor de "vistas". 
A Codazi se le reconoce como uno de los primeros pintores italianos de vistas arquitectónicas y paisajes en ruinas, las llamadas vedute, tanto de carácter fantástico, caprichos arquitectónicos, como realistas, con las que ejercerá una gran influencia sobre Canaletto y Bernardo Bellotto. Su vista de la Basílica de San Pedro en Roma, en 1630, es una de las últimas representaciones de la fachada sin la columnata de Bernini. 
En contraste con los paisajes heroicos de los pintores boloñeses y los franceses naturalizados en Roma, seguidores de Annibale Carracci, los paisajes de Codazzi interpretan imaginativamente construcciones y ruinas, pero guardando siempre cierto grado de verosimilitud, manejando la iluminación para obtener efectos expresivos de edificios en apariencia antiguos, poblados por pequeñas figuras de gentes sencillas, a menudo pintadas por sus colaboradores.